# روجر تورنت
روجر تورنت (مواليد 19 يوليو 1979) سياسي أسباني ومخطط حضري. رئيس سابق لبلدية ساريا دي تير في شمال شرق أسبانيا، وكان تورنت رئيسًا لبرلمان كاتالونيا منذ يناير 2018.

## حياته الدراسية
ولد تورينت في 19 يوليو 1979 في ساريا دي تير، قرية في مقاطعة جيرونا في شمال شرق كاتالونيا. حصل على شهادة في العلوم السياسية والإدارة من جامعة برشلونة المستقلة ودرجة الماجستير في الدراسات الإقليمية والحضرية من جامعة البوليتكنيك في كاتالونيا وجامعة بومبيو فابرا. وهو حاصل على درجة الدراسات العليا في الاتصال السياسي من معهد العلوم السياسية والاجتماعية (معهد العلوم السياسية والاجتماعية) التابع لجامعة برشلونة المستقلة (معهد العلوم السياسية والاجتماعية).

## حياته المهنية
انضم تورنت إلى اليسار الجمهوري الشاب لكاتالونيا، جناح الشباب من اليسار الجمهوري لكاتالونيا، في عام 1998 وفي عام 2000 انضم إلى هيئة الإنصاف والمصالحة. خاض الانتخابات المحلية لعام 1999 بصفته مرشحًا للتحالف الانتخابي عن يسار كاتالونيا-أكورد البلدي في ساريا دي تير وانتخب. أعيد انتخابه في انتخابات 2003 و2007 المحلية. بعد انتخابات عام 2007 ، شكلت كاتالونيا-أكورد البلدي إدارة مع التقارب والاتحاد وأصبح تورنت عمدة ساريا دي تير. أعيد انتخابه في انتخابات 2011 و2015 المحلية.
شغل تورنت منصب سكرتير السياسة البرلمانية الإقليمية في اتحاد جيرونا من 2000 إلى 2008 والمتحدث باسم اليسار الجمهوري الشاب لكاتالونيا في مجلس محافظة جيرونا بين عامي 2011 و2012. كان عضوًا في لجنة بلدية كاتالونيا ولجنة الحكومة المحلية في كاتالونيا بين عامي 2007 و2011، وهو عضو في الهيئة التنفيذية لاتحاد بلديات كاتالونيا.
خاض تورنت الانتخابات الإقليمية لعام 2012 بصفته مرشحًا للتحالف الانتخابي من اليسار الجمهوري لكاتالونيا - كاتالونيا في مقاطعة جيرونا وتم انتخابه لعضوية برلمان كاتالونيا. عيد انتخابه في الانتخابات الإقليمية لعامي 2015 و2017. تم انتخابه رئيسًا لبرلمان كاتالونيا في 17 يناير 2018 متغلبًا على مرشح المواطنين خوسيه ماريا إسبيجو سافيدرا كونيسا بأغلبية 65 صوتًا مقابل 56 صوتًا. هو أصغر رئيس للبرلمان الكتالوني.
وفقًا لتحقيق أجرته صحيفة الغارديان وإل بايس، تم اختراق هاتف تورنت باستخدام برنامج باغاسوس من مجموعة مجموعة إن إس أو.

## الحياة الشخصية
تورنت متزوج وله ابنتان. كما أنه عداء ومتزلج، ومن محبي كرة القدم وكرة اليد.